# Mare Cimmerium
Mare Cimmerium és una característica d'albedo a la superfície de Mart, localitzada amb el sistema de coordenades planetocèntriques a -19.78 ° latitud N i 140 ° longitud E. El nom va ser aprovat per la UAI l'any 1958 i fa referència a la mar dels cimmeris, antiga població indoeuropea present en els mites grecs.